# Aire d'attraction de Saint-Maixent-l'École
L'aire d'attraction de Saint-Maixent-l'École est un zonage d'étude défini par l'Insee pour caractériser l’influence de la commune de Saint-Maixent-l'École sur les communes environnantes. Publiée en octobre 2020, elle se substitue à l'aire urbaine de Saint-Maixent-l'École, qui comportait 4 communes dans le dernier zonage qui remontait à 2010.

## Définition
L'aire d'attraction d'une ville est composée d’un pôle, défini à partir de critères de population et d’emploi ainsi que d’une couronne constituée des communes dont au moins 15 % des actifs travaillent dans le pôle. Le pôle d’attraction constitue ainsi un point de convergence des déplacements domicile-travail,.

## Type et composition
L’aire d'attraction de Saint-Maixent-l'École est une aire intra-départementale qui comporte 4 communes dans les Deux-Sèvres.
Elle est catégorisée dans les aires de moins de 50 000 habitants, une catégorie qui regroupe 16,5 % de la population de Nouvelle-Aquitaine et 12,2 % au niveau national.

### Carte

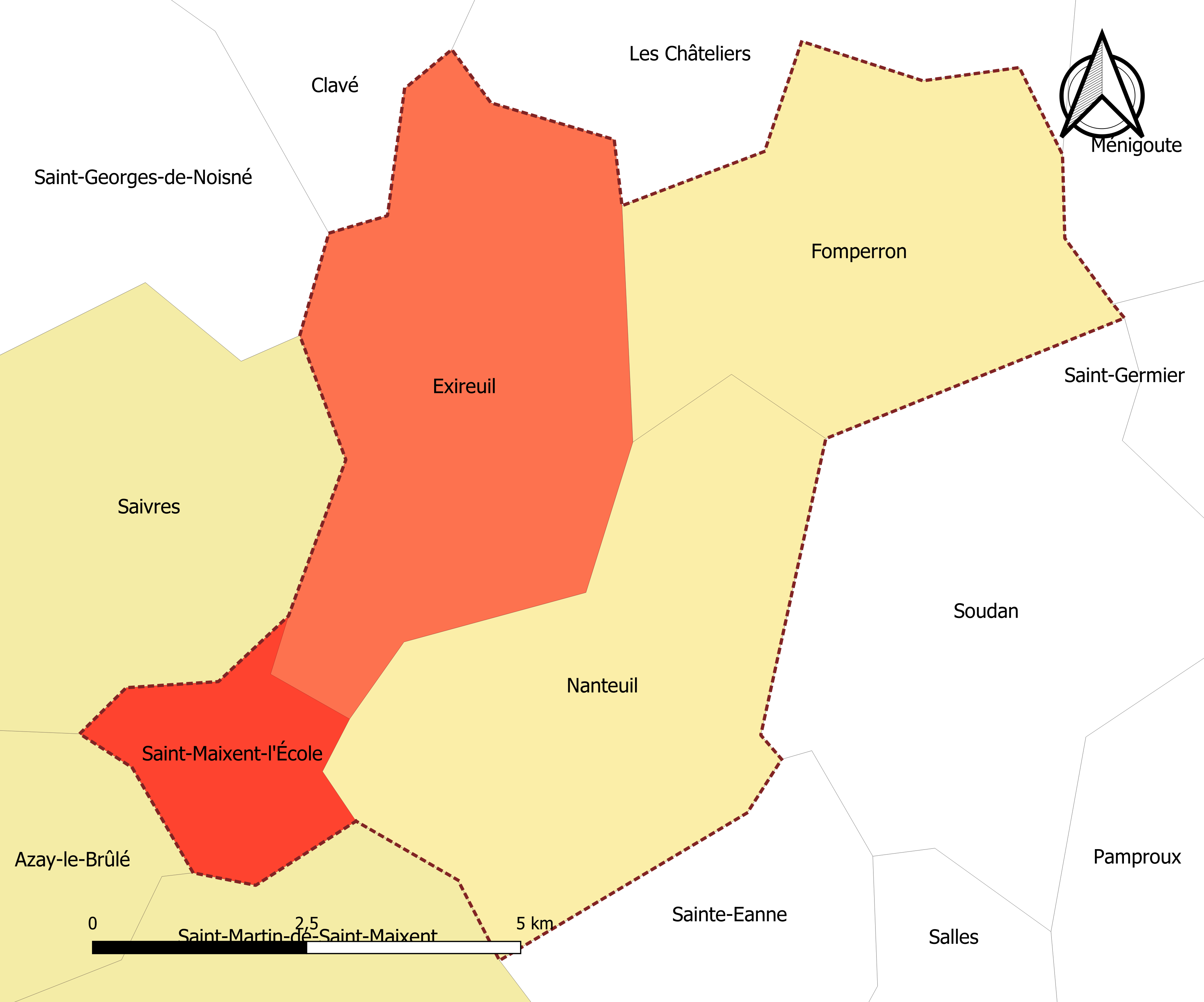
Carte de l'aire d'attraction de Saint-Maixent-l'École.
Commune-centre
Commune du pôle principal
Commune de la couronne

### Composition communale
| Nom                                    | Code Insee | Département | Statut                    | Superficie (km2) | Population (dernière pop. légale) | Densité (hab./km2) | Modifier                                    |
| -------------------------------------- | ---------- | ----------- | ------------------------- | ---------------- | --------------------------------- | ------------------ | ------------------------------------------- |
| Saint-Maixent-l'École (commune-centre) | 79270      | Deux-Sèvres | commune-centre            | 5,22             | 7 433 (2022)                      | 1 424              | modifier les données · modifier les données |
| Exireuil                               | 79114      | Deux-Sèvres | commune du pôle principal | 21,06            | 1 562 (2022)                      | 74                 | modifier les données · modifier les données |
| Fomperron                              | 79121      | Deux-Sèvres | commune de la couronne    | 17,40            | 388 (2022)                        | 22                 | modifier les données · modifier les données |
| Nanteuil                               | 79189      | Deux-Sèvres | commune de la couronne    | 20,62            | 1 702 (2022)                      | 83                 | modifier les données · modifier les données |